# Plounévézel
Plounévézel település Franciaországban, Finistère megyében. Lakosainak száma 1153 fő (2022. január 1.). Plounévézel Carnoët, Treffrin, Carhaix-Plouguer, Kergloff és Poullaouen községekkel határos.

## Népesség
A település népességének változása:
| Lakosok száma | 658  | 829  | 1017 | 1064 | 1223 | 1255 | 1227 | 1174 | 1171 | 1153 |
|               | 1968 | 1982 | 1990 | 2006 | 2013 | 2015 | 2017 | 2019 | 2020 | 2022 |